# Comitè Europeu de les Regions
El Comitè de les Regions (CDR) és una institució consultiva de la Unió Europea (UE) que reuneix les col·lectivitats locals i regionals de la Unió.

## Història i Funcions
Fou creada l'any 1992 mitjançant la signatura del Tractat de Maastricht, tractat que va crear la Unió Europea en si mateix. Té la seu central a la ciutat belga de Brussel·les, compartida amb el Comitè Econòmic i Social Europeu.
És una institució consultiva utilitzada pel Consell de la Unió Europea, el Parlament Europeu i la Comissió Europea en assumptes referents a l'educació, joventut, cultura, treball, salut pública o medi ambient. A més també pot emetre dictàmens d'iniciativa.

## Composició
El Comitè està format per 353 representants de les col·lectivitats locals i regionals que el Consell nomena per unanimitat per un període de quatre anys a proposta dels Estats membres.
| Nombre de membres | Estats                                                                        |
| 24                | Alemanya França Itàlia Regne Unit                                             |
| 21                | Espanya Polònia                                                               |
| 15                | Romania                                                                       |
| 12                | Bèlgica Bulgària Grècia Països Baixos Àustria Portugal Suècia Hongria Txèquia |
| 9                 | Dinamarca Finlàndia Irlanda Lituània Eslovàquia                               |
| 7                 | Estònia Letònia Eslovènia                                                     |
| 6                 | Luxemburg Xipre                                                               |
| 5                 | Malta                                                                         |